# Rivierpark Venlo-Velden
Het Rivierpark Venlo-Velden is de naam van een aantal Maasuiterwaarden tussen Tegelen en Velden die door Het Limburgs Landschap als natuurgebied worden beheerd. De oppervlakte ervan bedraagt 70 ha.
Het gebied bestaat uit drie deelgebieden:
- Het Maasveld bij Tegelen, dat in 2000 als natuur- en waterbergingsgebied in gebruik werd genomen. Oorspronkelijk uit agrarisch grasland bestaand, wordt het tegenwoordig door Galloways begraasd.

- De Océ-weerd ten noordwesten van Venlo werd in 2005 verworven. Het gebied, dat 23 ha meet, werd mede vergroot door een gift van het naamgevende bedrijf.

- Noordelijk hiervan werd, eveneens in 2005 een gebied ten noorden van de Noorderbrug (Rijksweg 67) op het grondgebied van Velden aangekocht. Hierin ligt de Laarberg, een meer dan 10 meter hoge zandopduiking die begroeid is met gemengd bos.